# Costa da Morte

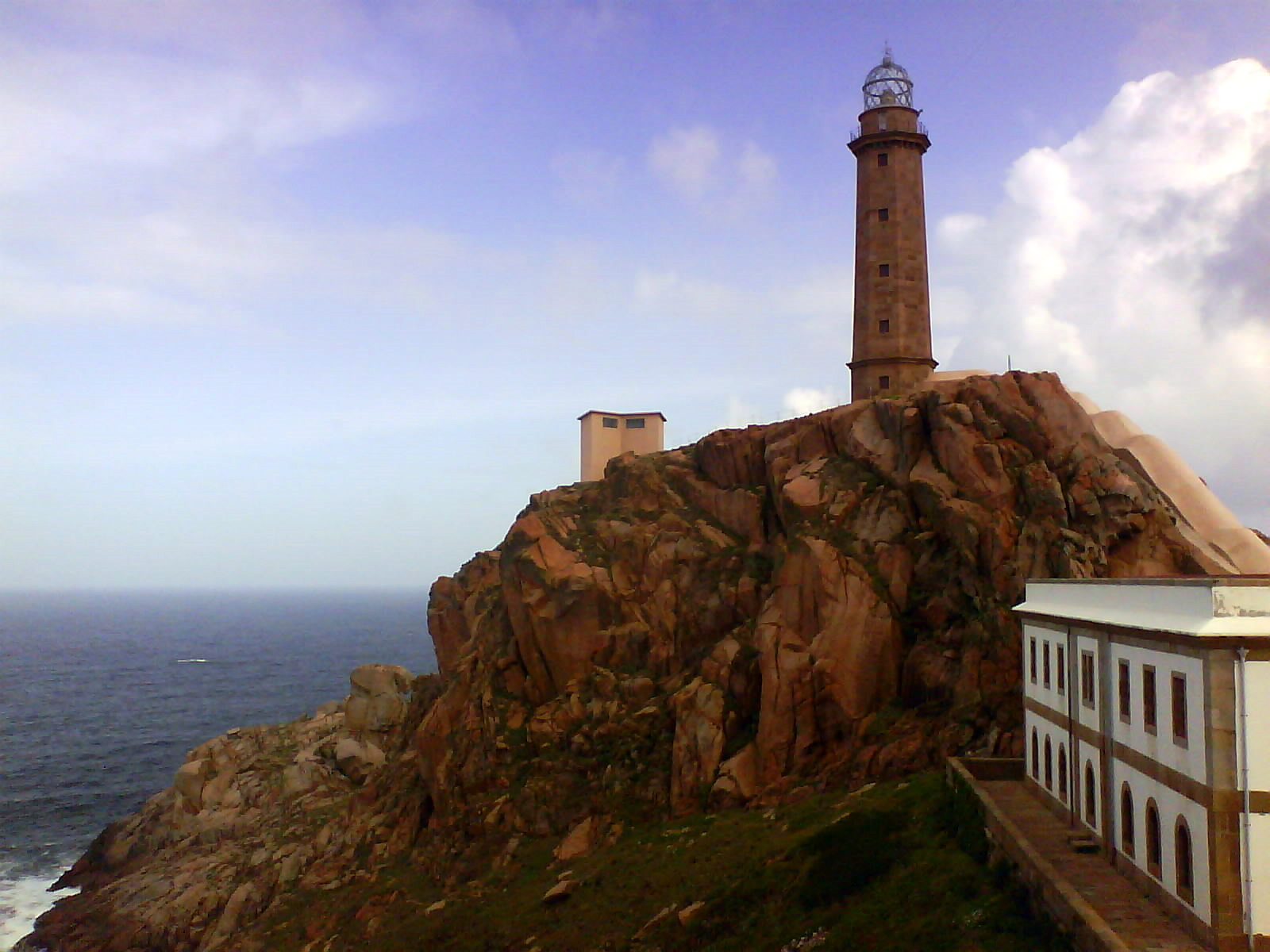
El cap Vilán, a Camariñas, en plena Costa da Morte.

Conca hidrogràfica de la Costa da Morte.

La Costa da Morte (en català: Costa de la Mort) és el nom donat a una part de la costa atlàntica de Galícia. S'estén des de Malpica de Bergantiños fins a Muros, a la província de la Corunya.
Rep aquest nom degut al nombre important de naufragis que s'han produït a la zona al llarg de la història. És una costa exposada directament a l'Atlàntic, amb penya-segats i forts corrents, la perillositat dels quals es veu augmentada amb els temporals, que hi són freqüents.
Els ports més importants de la Costa da Morte són els de Malpica, Camariñas, Muxía i Fisterra.